# Herniaria cyrenaica
Herniaria cyrenaica är en nejlikväxtart som beskrevs av F. Hermann. Herniaria cyrenaica ingår i släktet knytlingar, och familjen nejlikväxter. Inga underarter finns listade i Catalogue of Life.